# Міньцзян

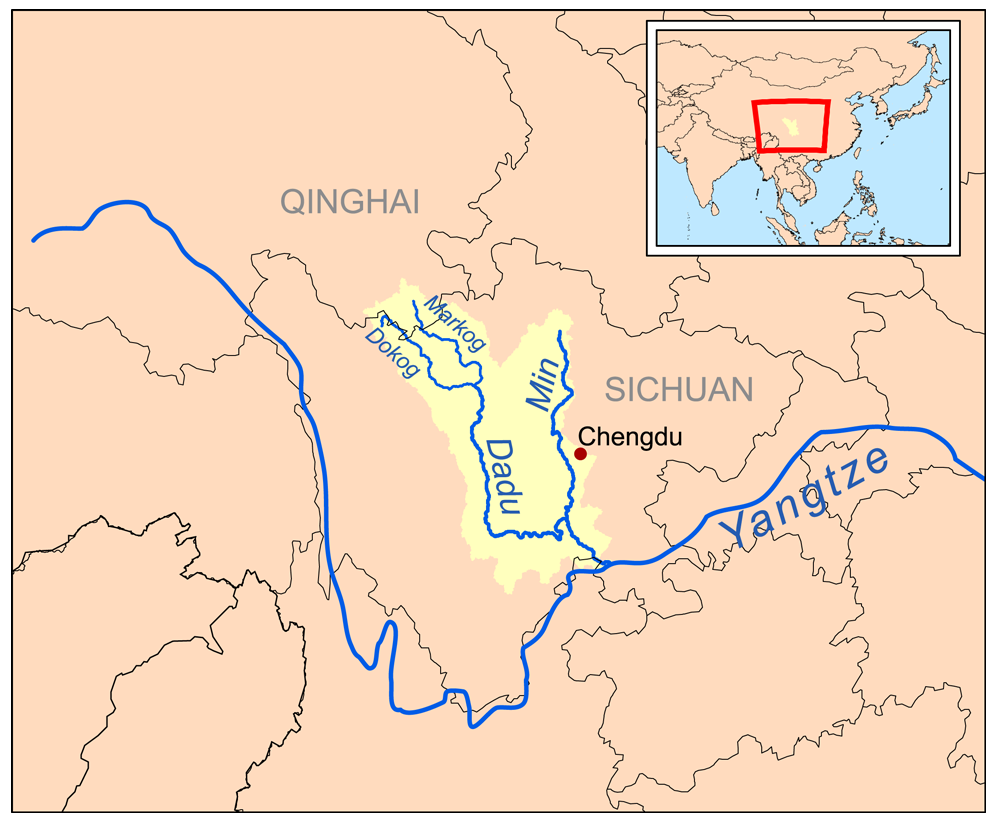
Карта басейну Міньцзян

Міньцзян, або річка Мінь (кит.: 岷江; піньїнь: Mínjiāng) — річка завдовжки 735 км у центральній частині провінції Сичуань у Китаї. Є найповноводнішою притокою річки Янцзи, в яку впадає біля міста Їбінь. У Китаї традиційно приймалася за основне русло верхньої Янцзи до того, як детально було досліджено її витоки.

## Географія
Міньцзян тече загалом у південному напрямку. Починається в північно-центральній частині Сичуаню, де її басейн обмежений горами Цюнлай на заході та горами Мінь на сході. Річка проходить через гори Лунмень і входить у рівнини Сичуанської западини поблизу Дуцзяньяна. У цьому районі розташована давня зрошувальна система та сучасна дамба Зіпінпу. Гігантська статуя Будди у Лешань вбудована у кам'яні береги річки Міньцзян.

## Назви
Деякі західні автори XIX століття використовували назву Блакитна річка як «розмовну назву» Міньцзяну, за колишньою місцевою китайською назвою Ціншуй (清水, літ. «Чиста вода»), і переконанням, що Міньцзян складає основну течію Янцзи, яка сама була відома європейцям як «Блакитна річка».

## Дика природа
Дослідження біолога Ден Цісян показало, що сьогодні можна знайти лише 16 із 40 видів риб, зафіксованих у 1950-х роках. Сичуанського тайменя, який знаходиться під охороною, не спостерігали на жодній ділянці річки в повіті Веньчуань протягом цілого десятиліття.

## Історія
Система управління водними ресурсами, розташована вздовж річки Міньцзян, є найстарішою збереженою до наших днів. Побудована інженером-гідротехніком Лі Бін, вона допомогла значно розширити потужність держави Цинь і викликала бум населення на рівнині Ченду. Її було побудовано приблизно 2300 років тому. Першим західним академіком, який досліджував її історію, був Джозеф Нідем. Система стала відомою як Іригаційна система Дуцзян'янь.

## Греблі
Міньцзян розробляється в значній мірі, головним чином для гідроелектростанцій. Найбільш потужні з них Zipingpu (760 МВт), Pianchuangzi (740 МВт), Shaba (720 МВт). Станом на березень 2014 року загалом було 27 гребель, які збудовані, будуються або плануються.